# Grégoire Massengo
Grégoire Massengo   (1910 - Brazzaville, 2 d'abril de 1978) va ser un escultor africà que va tenir una influència considerable des dels anys 50 fins a la seva mort el 1978. Juntament amb el seu cosí Benoit Konongo, fou el representant més conegut de l'escola Muta Mayola, moviment artístic que neix cap al 1930 a la als afores de Brazzaville.

## Biografia
Nascut cap a l'any 1910 a Taba, al districte de Kinkala, Grégoire Massengo va ser introduït a la talla en fusta pel seu oncle matern Muta Mayola, un escultor tradicional de Téké que es va fer famós treballant per encàrrec tant per als caps del poble com per als colons.
Va començar a exposar a Brazzaville el 1940 amb el seu cosí jove Benoit Konongo. Konongo va ser descobert per l'arquitecte Roger Errel, que el va fer unir-se a les Arts Aplicades de Brazzaville. Quan el seu oncle Muta Mayola va abandonar el poble de Kingoma l'any 1945 per decorar la casa de l'assegurador Charles Lejeune a la Corniche de N'Galiema a Léopoldville, a l'altra banda del riu Congo, Massengo es va fer càrrec del seu taller. A partir d'aleshores, Massengo va treballar contínuament fins al final dels seus dies, envoltat de nombrosos estudiants i ajudants. Va contribuir molt a modernitzar l'escultura tradicional i enriquir-la amb noves temàtiques. Les seves obres més famoses són busts imponents tallats en fusta de wengué, una fusta preciosa les ratlles i els matisos de la qual va utilitzar meravellosament. També li devem un cert nombre de caps gegants que poden superar el metre vint, així com una gran varietat de temes i monuments. Tant artista com artesà, també va produir un gran nombre de cendrers antropomòrfics, pipes tradicionals, tasses, plats, cadires palabres i mobles. A partir dels anys 60 va transformar el seu taller en escola i va formar un nombre considerable d'alumnes en la xilografia.

## El bust de la reina Ngalifourou
La seva escultura més famosa al Congo és sens dubte el bust de la reina Ngalifourou, que va ser erigit durant el seu funeral i encara està en poder de la família reial Téké.

## Galeria d'imatges

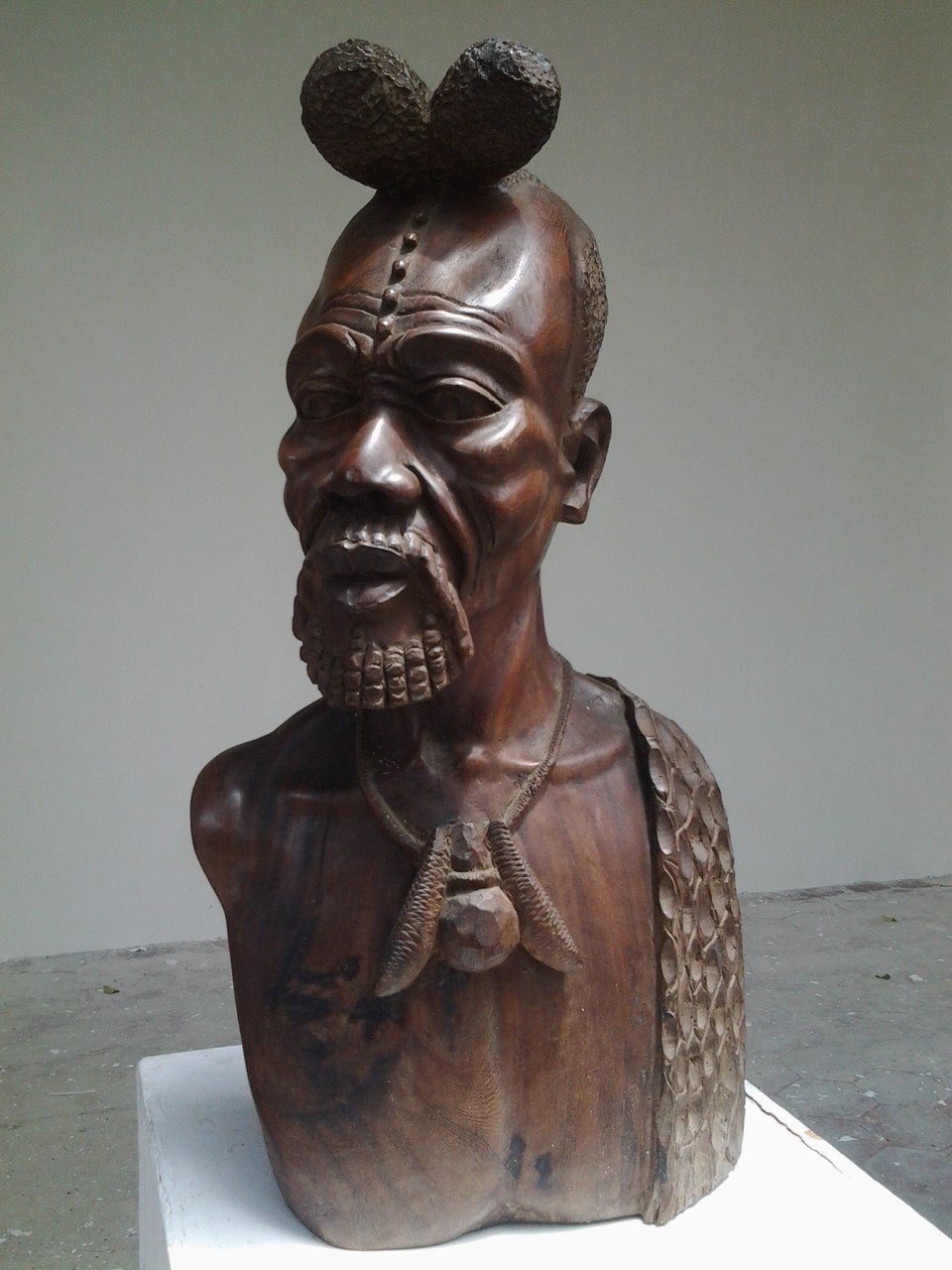
Grégoire Massengo Museu de Barquisimeto MUBARQ Veneçuela.
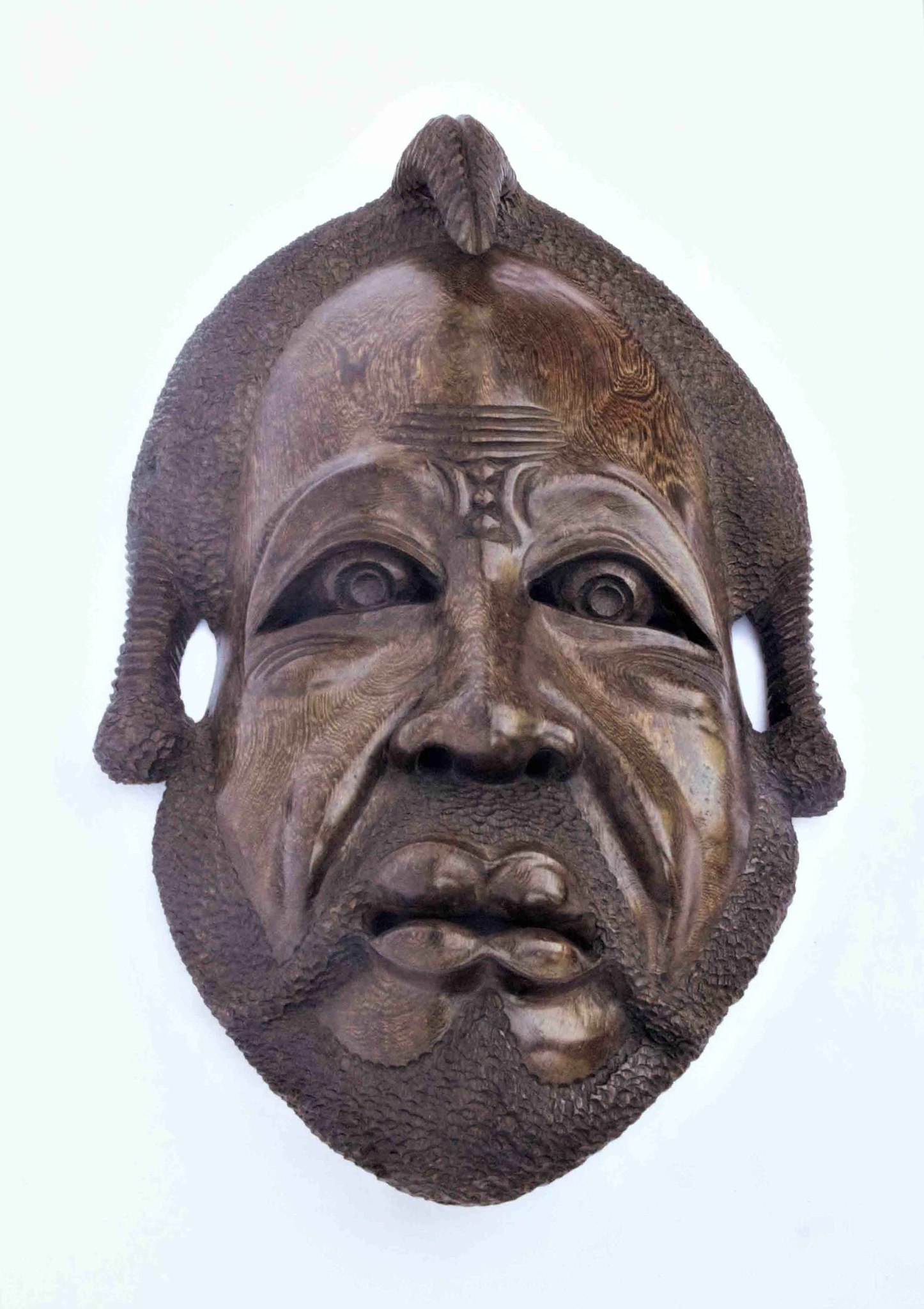
Mascareta de wengué. Grégoire Massengo.
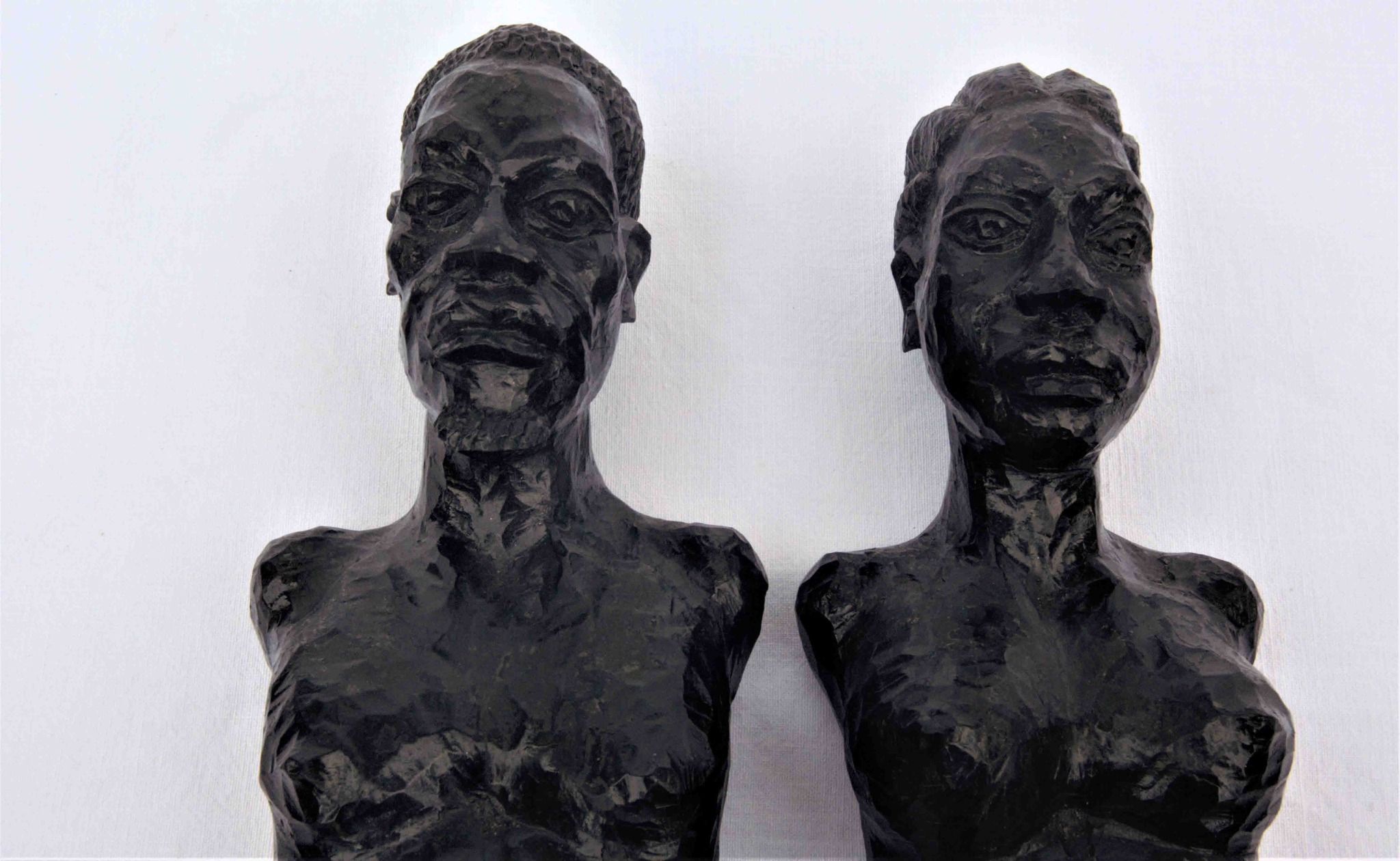
Grégoire Massengo, parell de bustos de banús negre.